# Eligmodontia moreni
Eligmodontia moreni és una espècie de mamífer rosegador de la família dels cricètids. És endèmic del nord-oest de l'Argentina, on viu a altituds d'entre 500 i 3.900 msnm. Els seus hàbitats naturals són els deserts i els matollars. És una espècie en risc mínim, és a dir, no sembla que hi hagi cap amenaça significativa per a la seva supervivència.
L'espècie fou anomenada en honor del zoòleg i paleontòleg argentí Francisco Pascasio Moreno.